# Turó del Pla dels Emprius
El Turó del Pla dels Emprius és una muntanya de 1.196 metres que es troba al municipi de Tagamanent, a la comarca del Vallès Oriental.